# Limbenii Vechi
Limbenii Vechi è un comune della Moldavia situato nel distretto di Glodeni di 1.861 abitanti al censimento del 2004